# Setge de Narbona (719)
El setge de Narbona del 719 va ser un intent de conquerir la ciutat per part de l'exèrcit de As-Samh ibn Màlik al-Khawlaní. Després de resistir l'atac inicial, Narbona va ser conquerida l'any següent. Les ciutats veïnes es van sotmetre o van ser preses, però Nimes va resistir.
A mitjan 719 As-Samh ibn Màlik al-Khawlaní va començar, amb retard, la campanya militar anual i va creuar per primera vegada els Pirineus. Va atacar Narbona, que va resistir. El valí va passar l'hivern a la província i quan a l'any següent va tornar el bon temps, As-Samh va continuar l'atac i va conquerir la ciutat, on els defensors van ser passats a ganivet. El valí va establir a la ciutat una guarnició de soldats, en el que seria el petit valiat d'Arbuna. Les ciutats veïnes de Besiers, Lodeva, Agde i Magalona es van sotmetre o van ser preses les següents setmanes. Nimes, tanmateix, va resistir.